# Willem van der Monde
Willem Louis Hendrik Albert van der Monde (Bemmel, 30 augustus 1832 – aldaar, 14 juni 1913) was een Nederlands burgemeester.

## Leven en werk
Van der Monde was een zoon van Bernardus Adrianus van der Monde (1791-1853), militair en burgemeester van Bemmel, en van Geertruijda Theodora Cecilia van Krugten (1792-1868). Hij bleef ongehuwd.
In september 1860 werd Van der Monde benoemd tot burgemeester van Bemmel, hij combineerde dit met het ambt van gemeentesecretaris (1862-1904). Hij was lid van de Provinciale Staten van Gelderland (1877-1907) en voorzitter van de Gelders-Overijsselse maatschappij van landbouw. Van der Monde werd in 1898 benoemd tot officier in de Orde van Oranje-Nassau. Op eigen verzoek kreeg hij in 1907 ontslag als burgemeester en Statenlid.
Van der Monde overleed op 80-jarige leeftijd.